# Форестье, Луи Петрович
Луи́ Петро́вич Форестье́ (фр. Louis Forestier, 1892—11 мая 1954) — французский, русский и советский кинооператор, с 1910 года работавший в России. Заслуженный деятель искусств РСФСР (1945).

## Биография
Родился и вырос во Франции. После окончания колледжа а 1908 году был принят на фирму кинофабриканта Леона Гомона в Париже, где освоил все технические аспекты работы с плёнкой: работал склейщиком картин, механиком проекционного аппарата, копировальщиком, проявщиком. Позже в качестве кинооператора снимал хронику, в том числе землетрясение в Мессине, полёты первых аэропланов.
В 1910 году был приглашён Александром Ханжонковым в Россию и стал ведущим оператором в его кинокомпании, сменив в этой должности Владимира Сиверсена.
В 1911 году в качестве оператора снял совместно с Александром Рылло первый русский полнометражный исторический фильм «Оборона Севастополя». 
В период 1910—1919 годов участвовал в съёмках более чем 50-ти кинокартин на студиях Ханжонкова, Дранкова, Ермольева, Перского, Талдыкина и других.
Считается одним из ведущих операторов дореволюционного кинематографа наряду с А. Левицким и Э. Тиссэ, «пережил вместе со всеми бурные и трудные годы революции, остался навсегда в России, стал Луи Петровичем, снял несколько десятков фильмов, воспитал учеников…».

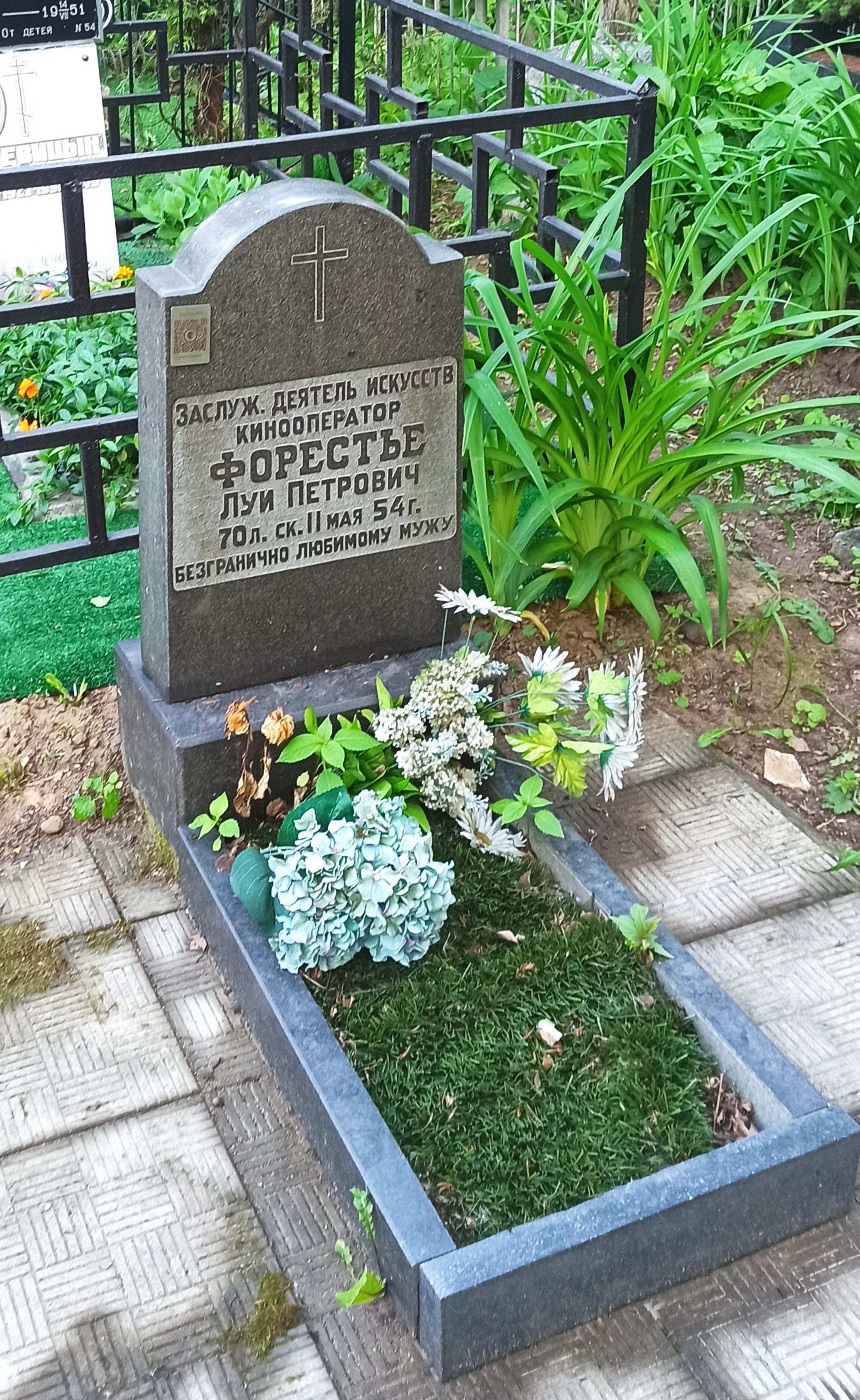
Могила Л. Форестье на Останкинском кладбище

С 1920 года — оператор киноотдела Моссовета, снимал хроникально-документальные материалы о В. И. Ленине, а также участвовал в съёмке его похорон.
С 1924 года — оператор киностудии «Межрабпом-Русь» (с 1928 года — «Межрабпомфильм»); работал также на киностудиях ВУФКУ,.
В 1945 году выпустил книгу воспоминаний «Великий немой».
Похоронен на Останкинском кладбище в Москве.

## Фильмография
1908
- Арлезианка / L'Arlésienne (Франция)

1909
- Нерон / Néron (Франция)
- В полночь на кладбище

1910
- В студенческие годы
- Вторая молодость
- Евгения Гранде / Eugénie Grandet (Франция)
- Заживо погребённый
- Идиот
- Курьер Её Величества
- Накануне
- Пиковая дама

1911
- Борис Годунов
- Боярская дочь / Вольная волюшка
- Василиса Мелентьевна и царь Иван Васильевич Грозный
- Выезд пожарной команды 1 части г. Тулы
- Донские казаки
- Евгений Онегин
- Жизнь за царя
- Князь Серебряный
- Крейцерова соната
- На бойком месте
- Накануне манифеста 19 февраля
- Оборона Севастополя / Воскресший Севастополь (совместно с А. Рылло)
- Последний нынешний денёчек
- Праздничный вид Киевской улицы в Туле
- Руины дворца Екатерины Великой
- Светит, да не греет
- Хирургия

1912
- 1812 год
- Братья разбойники
- Весенний поток
- Крестьянская доля
- Кубок жизни и смерти
- Мороз по коже
- Рабочая слободка

1913
- Бедные овечки
- Воцарение дома Романовых
- Драма на охоте
- Дубровский
- Обрыв
- Пьянство и его последствия

1914
- Безумие пьянства
- В омуте Москвы
- Волга и Сибирь
- Сонька Золотая Ручка (одна из серий)

1915
- В золотой паутине Москвы
- Седьмая заповедь

1916
- Две квартиры — две любви
- Любовь всесильна
- Проданная слава
- Смерть богов
- Тот, кто получает пощёчины
- Юность

1917
- Властелин
- За что страдать и умереть
- Красная молния
- Кумир поверженный
- Любовь и случай
- Люди знойных страстей
- Ночь суда и казни
- Праздник ночи
- Разрушенный храм
- Сердце, брошенное волкам
- Траурный вальс

1918
- Духовные очи
- Кулак
- Маскарад
- Меч милосердия
- Пять этажей
- Скерцо дьявола
- Труд и капитал
- Флавия Тессини

1924
- Четыре и пять
- Что говорит «Мос», сей отгадай вопрос

1925
- Его призыв

1926
- Борьба гигантов
- Последний выстрел

1927
- Земля в плену
- Чужая

1928
- Саламандра
- Хромой барин

1932
- Друзья совести

1935
- Конец полустанка

1936
- Гобсек
- Отец и сын

1939
- Варя-капитан

1940
- Случай в вулкане

## Награды
- орден «Знак Почёта» (14 апреля 1944)[источник не указан 238 дней];
- медаль «За доблестный труд в Великой Отечественной войне 1941—1945 гг.»[источник не указан 238 дней];
- Заслуженный деятель искусств РСФСР (1945)[источник не указан 238 дней].

## Оценки творчества
Кинодеятель Юрий Желябужский высоко оценивал операторские работы Л. Форестье, «всегда хорошо владевшего светотенью и искусством острой и совершенной композиции кадров». 
Историк кинематографа Семён Гинзбург: «Форестье не оказался для русской кинематографии случайным гастролёром. Он работал умело и добросовестно и нашёл в нашей стране свою вторую родину».